# ۷۹۲ (خورشیدی)
۷۹۲ هفتصد و نود و دومین سال هجری خورشیدی است.